# Aristarc (metge)
Aristarc (grec antic: Αρίσταρχος, Arístarkhos, llatí: Aristarchus) fou un metge grec que va servir a la reina Berenice de Síria, esposa d'Antíoc II Theós o Teos (261 aC-246 aC) i la va persuadir per posar-se en mans dels seus enemics.